# Munkar et Nakîr

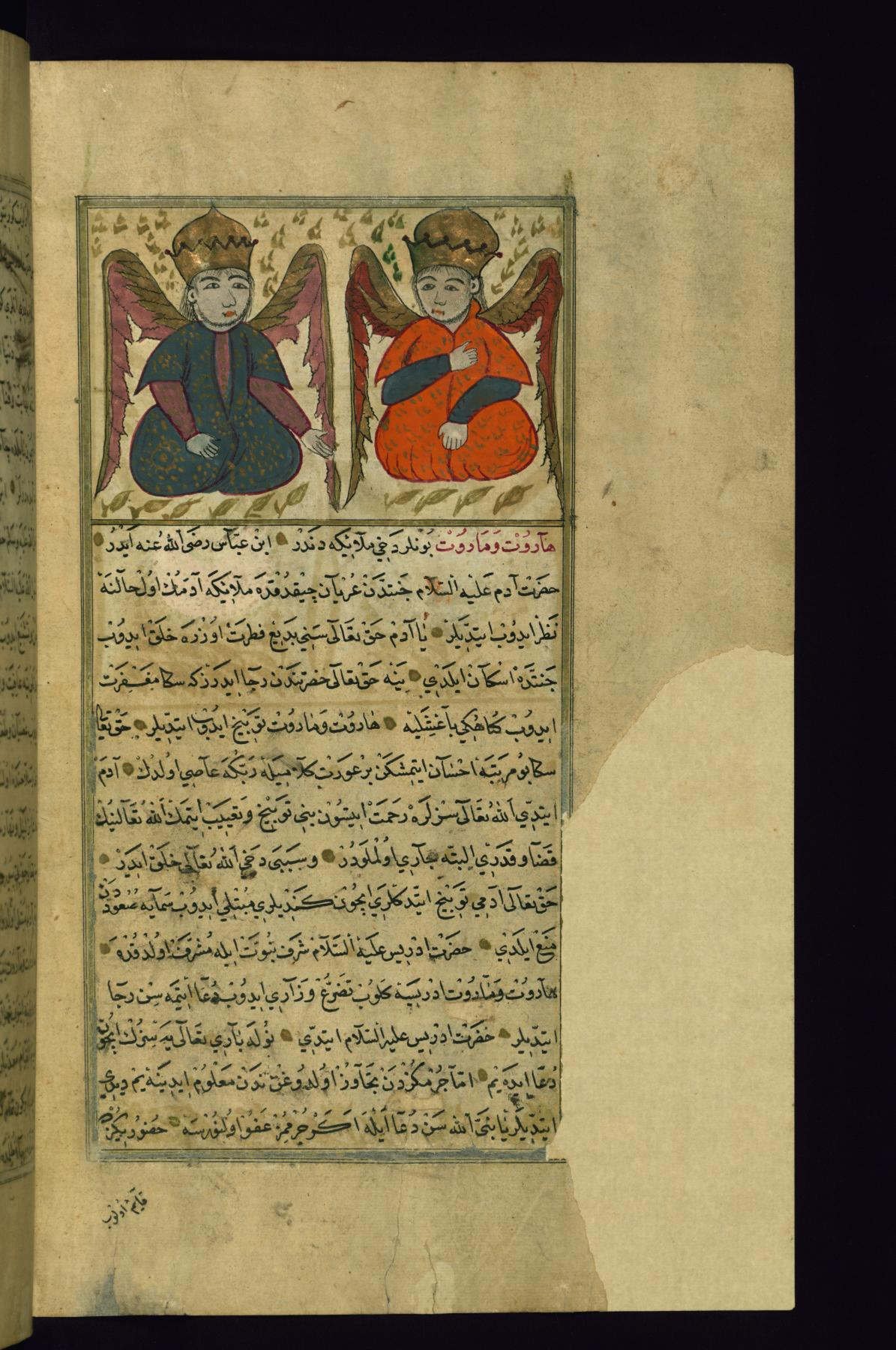
Munkar et Nakîr.

Mounkar et Nakîr sont, dans l'eschatologie musulmane, les anges qui viennent voir le défunt et l'interroger sur sa croyance et ses actions. Ils sont mentionnés par la tradition islamique mais leurs noms ne se trouvent pas dans le Coran. À partir de versets peu explicites du Coran et de hadiths, les théologiens musulmans ont théorisé les "tourments du tombeau" . 

## Récits
En attendant le jour de la Résurrection, deux anges interrogent le défunt. Pour les croyants, cet interrogatoire dure sept jours tandis qu'il dure quarante pour les non-croyants. Ces anges châtient ou récompensent en fonction des mérites du défunt.
Selon Tirmidhi, ils interrogent le défunt sur Mahomet et une bonne réponse permet un élargissement de la tombe. Ensuite, sa connaissance des rudiments de la foi musulmane est interrogée. "Après sa profession de foi et en fonction de la rectitude de sa réponse, soit le défunt jouit déjà partiellement des félicités célestes en regardant de sa tombe par une fenêtre les joies paradisiaques, soit il subit les supplices destinés aux pécheurs."

## Mise en place
Pour Wensinck, cette croyance a été mise en place au cours d'un processus en plusieurs phases "avec, au départ, l’idée d’une punition dans la tombe sans la présence de l’ange. La deuxième étape se caractérise par la présence d’un ange anonyme et la troisième par la mention de deux anges mais toujours anonymes" et la dernière avec l'apparition des noms. Quelques versets coraniques peuvent être des allusions. Les noms sont absents du Coran et proviennent de la tradition islamique,. Ils ne semblent pas venir de traditions anciennes. Ces anges sont les "fruits d’une exégèse coranique et de l’apport des ḥadîths [dont] tout indique qu’ils apparaissent dans les sources musulmanes postérieures de quelques siècles au Coran". 
La littérature musulmane donne une description de Munkar et Nakîr. Ceux-ci possèdent des yeux bleus ou verts. Pour Macdonald, cette description "contient quelques similitudes avec l’imaginaire cosmique dans la description de l’Agneau du Nouveau Testament".
Remarquant que cette croyance n'est pas celle d'une simple survie de l'âme, Gardet la compare à la notion de "sommeil des âmes" dans le christianisme nestorien. Néanmoins, elle pourrait aussi provenir d'une influence du judaïsme. "En effet, dans les perceptions vétérotestamentaires, la tombe était souvent assimilée au séjour post mortem dans le shéol. [...] Derrière ces croyances dans la subsistance dans la tombe, il y a certainement un fond commun sémitique ainsi que des conceptions propres aux arabes avant l’arrivée de l’islam".

## Mounkar et Nakîr dans la littérature
(décembre 2019).
Si vous disposez d'ouvrages ou d'articles de référence ou si vous connaissez des sites web de qualité traitant du thème abordé ici, merci de compléter l'article en donnant les références utiles à sa vérifiabilité et en les liant à la section « Notes et références ».
Plusieurs œuvres de la littérature européenne font référence aux deux Anges exterminateurs. Lord Byron y fait référence dans son poème The Giaour :
But thou, false Infidel! shalt writhe;

Beneath avenging Monkir's scythe;

And from its torment 'scape alone

To wander round lost Eblis' throne;
Gérard de Nerval, dans le Voyage en Orient, parle de Mounkar et Nakîr lorsqu'il relate la naissance de la religion druse : « Le boulanger était à genoux et tendait le cou en recommandant son âme aux anges Mounkar et Nakîr. ». Les notes du roman indiquent que la source de Nerval serait Byron dans The Giaour.
Chateaubriand fait dire à Bonaparte dans ses Mémoires d'outre-tombe : "Il a été livré aux anges noirs Moukir et Quarkir" en parlant du bey mammelouck battu. (Liv. XIX, ch. 14).